# Granvin Station
Granvin Station (Granvin stasjon) var en jernbanestation i Norge, der var endestation for Hardangerbanen fra Voss. Den lå ved Eide i Granvin kommune, hvor Granvinselven løber ud i Granvinsfjorden, en arm af Hardangerfjorden.
Stationen åbnede 1. april 1935, da banen blev taget i brug. Den blev gjort ubemandet 2. juni 1985, da persontrafikken på banen blev indstillet. Banen blev nedlagt 1. marts 1988.
Stationsbygningen blev opført i 1935 efter tegninger af NSB Arkitektkontor. Den blev udvidet i 1950-1955 og revet ned i 2001.